# The Flame in the Ashes
The Flame in the Ashes è un cortometraggio muto del 1913 diretto da Frank Montgomery. Prodotto da Thomas H. Ince, ha nel cast come interpreti Sherman Bainbridge, Ethel Grandin, Richard Stanton e Raymond B. West.

## Produzione
Il film fu prodotto da Thomas H. Ince per la Kay-Bee Pictures.

## Distribuzione
Distribuito dalla Mutual, il film - un cortometraggio in due rulli - uscì nelle sale cinematografiche statunitensi il 15 agosto 1913.